# Koji Arimura
Koji Arimura (Fukuoka, 25 augustus 1976) is een voormalig Japans voetballer.

## Clubcarrière
Arimura speelde tussen 1999 en 2008 voor Sagan Tosu, Oita Trinita, Nagoya Grampus Eight, Vissel Kobe en Roasso Kumamoto.